# 猫田ゆかり
猫田 ゆかり（ねこた ゆかり）は、日本の漫画家。愛知県出身、在住。代表作は『SAKURA TABOO』、東野圭吾原作の『天空の蜂』。2013年、『Dモーニング新人増刊号』（講談社）にて発表された『黒い紋章』でデビュー。2021年より『コンプティーク』（KADOKAWA）にて『ニッターズハイ!』を連載している。

## 来歴
『黒い紋章』が第62回ちばてつや賞で入選を受賞。同作が2013年12月19日に配信された『Dモーニング新人増刊号』（講談社）で好評を博し、2014年に『モーニング』（同）7号に掲載。同作でデビューを果たす。その7年後を舞台にした『SAKURA TABOO』の連載を同誌16号より開始。
2015年、『イブニング』（同）5号より東野圭吾の小説のコミカライズ『天空の蜂』の連載を開始。
2021年、『コンプティーク』（KADOKAWA）4月号より『ニッターズハイ!』の連載を開始。

## 人物
刑事の熱いドラマが好き。ネームの段階からパソコンを使ってデジタルで執筆している。
帯状疱疹になり痛みにより何もできなかった時に、あまり痛みを感じなかったという編み物にはまる。それがきっかけとなり『ニッターズハイ!』を執筆。

## 評価
ちばてつや賞を受賞した際に、ちばてつやから「キャラクターもとても綺麗にうまく描いているし、背景なんかもうまいし、問題はほとんどない」と言われている。

## 作品リスト

### 連載
- SAKURA TABOO（『モーニング』2014年16号[7] - 2014年45号[9]、講談社、全3巻）
- 天空の蜂（原作：東野圭吾、『イブニング』2015年5号[8] - 2015年19号[10]、講談社、全2巻）
- ニッターズハイ!（『コンプティーク』2021年4月号[6] - 連載中、KADOKAWA、既刊5巻）

### 読み切り
- 黒い紋章（『モーニング』2014年7号[5]、講談社） - デビュー作[1]。